# Erik-Reger-Preis
Der Erik-Reger-Preis war ein seit 1999 vergebener Preis der „Zukunftsinitiative Rheinland-Pfalz“ (ZIRP). Er würdigte herausragende Darstellungen der modernen Lebens- und Arbeitswelt. Seit 2009 wird der Preis nicht mehr ausgeschrieben.
Der Preis wollte zu einer verstärkten öffentlichen Auseinandersetzung mit der Rolle von Wirtschaft und Handel im gesellschaftlichen Leben anregen. Dies erfolgte in der Tradition des Namensgebers Erik Reger (1893–1954). Der in Bendorf am Rhein geborene Schriftsteller, Journalist und Publizist verfasste mit seinem 1931 erschienenen Roman Union der festen Hand den bedeutendsten Industrieroman des 20. Jahrhunderts.
Der Jury des Preises gehörten der Literaturkritiker des Südwestrundfunks, Martin Lüdke, Sigfrid Gauch (Literaturreferent im Kultusministerium von Rheinland-Pfalz), Klaus Arp für den Vorstand der ZIRP sowie ein Vertreter der Literaturwissenschaften bzw. des Buchhandels und ein Vertreter der Staatskanzlei Rheinland-Pfalz an. Die Auszeichnung war mit 10.000 Euro dotiert und konnte in einen Haupt- und einen Förderpreis aufgeteilt werden.

## Preisträger
Ab 1999 wurde die Auszeichnung alle zwei Jahre an deutschsprachige Schriftsteller und Journalisten vergeben, um herausragende Arbeiten zum Thema moderner Lebens- und Arbeitswelten zu würdigen.
Erstmals vergeben wurde der Erik Reger-Preis 1999 an den Schriftsteller Ernst-Wilhelm Händler, der „in seinen Romanen und Erzählungen ein scharf konturiertes Bild der zeitgenössischen, arbeitsteiligen Gesellschaft und ihrer mentalen Verfassung zeigt“.
- 1999 Ernst-Wilhelm Händler
- 2001 Mark Siemons (Hauptpreis), für Reportagen aus dem Leben der Angestellten; Nadja Kirsten (Förderpreis)für einen Bericht über die veränderten Umgangsformen in deutschen Unternehmen.
- 2003 Uwe Timm
- 2005 Peter Rühmkorf (Hauptpreis) und Sandra Hoffmann (Förderpreis) für ihren Romanerstling „Den Himmel zu Füßen“.
- 2007 Ralf Rothmann (Hauptpreis) und das Weblog Riesenmaschine (Förderpreis)